# 長崎氏 (九州)
長崎氏（ながさきし、ながさきうじ）は、日本の九州（肥前西彼杵）の有力武士・領主の一族である。

## 概要
長崎氏は桓武平氏千葉流（九州千葉氏）の流れをくむ氏族であり、長崎県・長崎市の名の由来になったことで知られる。旧長崎県庁舎付近の長い御崎に館を構え、長崎港界隈の深堀から時津までの広い範囲を領していた九州千葉氏の一族が「長崎」を名乗ったことを起源とする（鎌倉幕府執権・北条氏の御内人である長崎氏の一派であるとの説もある）。
本来の長崎氏は、平安時代末期の開発領主の末裔であったとされる。
「福田家文書」の内の嘉禎3年（1237年）12月29日に記された関東御教書には長崎小太郎の名が見え、これは「長崎」という地名や「長崎氏」の初見である。加えて、長崎氏が御家人であったこともわかる。
また、「深堀家文書」の内の正嘉2年（1258年）12月26日に記された文書には、戸町と永埼の境界について、戸町の領主である丹藤次俊長と永埼の領主である四郎俊信との間で、40数年間争論されていると記されており、この文書が記される40年数前（1210年頃）には既に「永埼」という地名が存在していたことがわかる。
戦国時代、肥前有馬氏から有馬康純が養子に入り、長崎氏を継いだ。その孫の長崎純景はキリシタンに改宗していたが、岳父であるキリシタン大名の大村純忠から、長崎をイエズス会に寄進することを勧められ、これを受け入れたため長崎一帯の領地を失った。純景は大村氏に仕え、子孫も大村藩士となったが、その後長崎氏本家は絶えている。
分家には、長崎十人組の中村氏や長崎戸町代官の松尾氏（長崎御船手改支配）、深堀鍋島氏支配下にあった長崎地侍の川本氏（長崎深堀藩屋敷の町人討ち入り騒動で近い親戚が責任を取り｢武士の謝り方はこうすっとばい｣と切腹）や中熊氏（長崎代官山与力・太平洋戦争以前の犬養毅人脈の長崎市議会議長）がある。

## 長崎氏平盛綱子孫説
九州の長崎氏は、北条氏得宗家の御内人として勢力を伸ばした鎌倉の長崎氏の子孫であるとする系図や説が存在する。
系図によれば、平盛綱の子で平頼綱の弟の平重綱（通称は小太郎あるいは二郎左衛門尉）が祖であり、重綱は貞応年間に下向したとする。
また『系図纂要』では、元弘の乱の際に、長崎思元の子の長崎為基は鎌倉から脱出し、所領のあった肥前国深津江に逃れ、肥前長崎氏の祖になったという説が紹介されている。